# Rubén Antonio Rivera
Rubén Antonio Rivera Espinal (Tegucigalpa, Francisco Morazán, Honduras; 18 de mayo de 1987) es un futbolista de nacionalidad hondureña. Juega de delantero, su primer equipo fue el Club Deportivo Motagua. Actualmente juega en el Club Deportivo Victoria de Honduras.

## Clubes
| Club                    | País     | Año           |
| ----------------------- | -------- | ------------- |
| Club Deportivo Motagua  | Honduras | 2007-2010     |
| Club Deportivo Victoria | Honduras | 2012-Presente |